# John van 't Slot
John van 't Slot (Rotterdam, 5 september 1949) is een Nederlands kunstschilder.

## Biografie
Van 't Slot studeerde van 1965 tot 1970 aan de Academie van Beeldende Kunsten Rotterdam en won in 1977 de Koninklijke Subsidie voor de Vrije Schilderkunst. Hij behoorde in de jaren tachtig van de vorige eeuw tot de Nieuwe Wilden (neo-expressionisme), met onder anderen René Daniëls. De soms cartooneske en vaak humoristische schilderijen van John van 't Slot vielen vanaf het eind van de jaren zeventig op toen er nieuwe aandacht kwam voor figuratieve schilderkunst. Sindsdien heeft hij veel tentoonstellingen gehad in binnen- en buitenland, waaronder op de Biënnale van Venetië in 1984.
Van 't Slot verklaart de terugkeer in de jaren 1980 van de figuratie in de schilderkunst door te wijzen op de conceptuele schilderkunst die in de periode daarvoor had gedomineerd. Die was "wel erg gortdroog, saai en vervelend" geworden. "Het werd tijd dat daarvoor weer eens iets in de plaats kwam waaraan visueel wat te beleven is."
In de overzichtstentoonstelling Stop Making Sense (2013-2014) van het Dordrechts Museum over Nederlandse schilderkunst uit de jaren 80 werd Van 't Slot gepresenteerd naast onder anderen Philip Akkerman, Marlene Dumas, Peter Klashorst en Rob Scholte.

## Privé
John van 't Slot is getrouwd met kunstenares Marleen Felius.

## Werk in openbare collecties (selectie)
- Chabot Museum Rotterdam
- Stedelijk Museum, Amsterdam
- Museum Boijmans Van Beuningen, Rotterdam
- Gemeentemuseum, Den Haag
- Groninger Museum, Groningen
- Stedelijk Museum, Schiedam[2]
- Stedelijk Museum, Gouda
- Kunstmuseum, Erlangen (Duitsland)
- Museum of Contemporary Art (Chicago, VS)
- Rijksdienst Beeldende Kunst, Den Haag
- Bouwfonds Nederlandse Gemeenten
- AMC Collectie, Amsterdam
- Rotterdamse Schouwburg[3]

## Werken (selectie)
- De meeste werken van John van 't Slot staan gedocumenteerd als 'Zonder titel'.
- Masters & Johnson (1988), 160x200 cm, olieverf op linnen, Gemeentemuseum Den Haag